# 反唇兰
反唇兰（学名：Smithorchis calceoliformis）为兰科反唇兰属下的一个种，產於雲南。